# Budel (Holandia)
Budel – wieś w Holandii, położona w gminie Cranendonck w prowincji Brabancja Północna, ok. 25 km na południe od Eindhoven.
W niedalekiej odległości od wsi znajduje się lotnisko Kempen, w pobliżu przebiega również autostrada A2.
Do 1997 Budel był samodzielną gminą, następnie przyłączony został do gminy Maarheeze, która w kolejnym roku przemianowana została na Cranendonck.
W maju 1987 r. w Budel rozegrano szachowy turniej strefowy (eliminację mistrzostw świata), w którym zwyciężył Miodrag Todorčević przed Olivierem Renetem.

## Populacja
Źródło: